# Star Trek: Deep Space Nine – The Fallen
Star Trek: Deep Space Nine – The Fallen ist ein Third-Person-Shooter-Computerspiel, das von The Collective entwickelt und 2000 von Simon & Schuster für Microsoft Windows veröffentlicht wurde. Noch im selben Jahr erschien eine Portierung für Mac OS. Es handelt sich um eine Lizenzumsetzung im Serienuniversum von Star Trek: Deep Space Nine.

## Handlung
Die Handlung findet zeitlich nach Star Trek: Deep Space Nine/Staffel 6 statt. Der ehemalige bajoranische Widerstandskämpfer Prylar Obanak Keelen interessiert sich für die Pah-Geister und versucht die roten Drehkörper zu finden, um sich mit deren Hilfe Zugang zum Wurmloch nahe der Raumstation Deep Space 9 zu verschaffen.

## Entwicklung
Das Szenario stammt aus der Millenium-Romantrilogie von dem Schreiber-Duo Judith und Garfield Reeves-Stevens, das eine literarische Fortsetzung von Star Trek: Deep Space Nine darstellt. Technisch wurde auf die Unreal Engine 1.5 gesetzt.

## Rezeption
Roland Austinat von PC Player lobte die Hintergrundgeschichte und das Zusammentreffen der drei unterschiedlichen Handlungsstränge. Er verglich es mit Tomb Raider. Die Synchronisation der Originalsprecher sei gelungen, die der Nebencharaktere überzeuge jedoch nicht immer. Tanja Bunke von PC Action gefiel der taktische Aspekt im Kampf, der überlegtes Vorgehen belohne. Thomas Weiß von PC Games gefielen die weichen Animationen, stilvollen Texturen und die Lichteffekte sowie die atmosphärische Musik. Er sah bei den Feuergefechten jedoch spielerische Mängel in Bezug auf die automatische Zielfunktion. Durch das Leveldesign komme der Spielfluss oft ins Stocken.